# Orange (Kalifornia)
Orange – miasto w Stanach Zjednoczonych, w stanie Kalifornia, w obszarze metropolitalnym Los Angeles-Riverside-Orange County, nad rzeką Santa Ana. Około 135 tys. mieszkańców.

## Urodzeni w Orange
- Heather Bown – amerykańska siatkarka
- Kaitlyn Christian – amerykańska tenisistka
- Brooke Harman – amerykańska aktorka
- Mike Pompeo – sekretarz stanu USA

## Miasta partnerskie
- Nowo Kosino, Rosja
- Orange, Australia
- Orange, Francja
- Querétaro, Meksyk
- Timaru, Nowa Zelandia